# 274 km (obwód leningradzki)
274 km (ros. Яндеба) – przystanek kolejowy w lasach, w rejonie podporożskim, w obwodzie leningradzkim, w Rosji. Położony jest na linii Wołchow - Murmańsk, w znacznym oddaleniu od skupisk ludzkich. Najbliższą miejscowością jest położona ok. 3 km od przystanku Jandieba. W pobliżu przystanku znajduje się przejazd kolejowo-drogowy na drodze A215.